# Laroque-d'Olmes
 Laroque-d'Olmes  là một xã ở tỉnh Ariège, thuộc vùng Occitanie ở phía tây nam nước Pháp.